# Berge bei Ohorn
Berge bei Ohorn este o arie protejată (arie specială de conservare — SAC, sit de importanță comunitară — SCI) din Germania întinsă pe o suprafață de 221 ha, integral pe uscat.

## Localizare
Centrul sitului Berge bei Ohorn este situat la coordonatele 51°11′10″N 14°06′40″E / 51.1861°N 14.1111°E.

## Înființare
Situl Berge bei Ohorn a fost declarat sit de importanță comunitară în iunie 2002 pentru a proteja 2 specii de animale. Situl a fost protejat și ca arie specială de conservare în aprilie 2011.

## Biodiversitate
Situată în ecoregiunea continentală, aria protejată conține 9 habitate naturale: Lacuri eutrofice naturale cu vegetație de tip Magnopotamion sau Hydrocharition, Cursuri de apă de la nivel de câmpie la nivel montan, cu vegetație Ranunculion fluitantis și Callitricho-Batrachion, Liziere de ierburi înalte hidrofile de câmpie și de nivel montan până la alpin, Fânețe de joasă altitudine (Alopecurus pratensis, Sanguisorba officinalis), Mlaștini turboase de tranziție și turbării mișcătoare, Grohotișuri silicioase medio-europene, la altitudine înaltă, Pante stâncoase silicioase cu vegetație casmofită, Păduri de fag Luzulo-Fagetum, Păduri aluvionare cu Alnus glutinosa și Fraxinus excelsior (Alno-Padion, Alnion incanae, Salicion albae).
La baza desemnării sitului se află mai multe specii protejate de  mamifere (2): vidră de râu (Lutra lutra), liliac cu urechi mari (Myotis bechsteinii)